# Hallelujah (Gali-Atari-Lied)
Hallelujah, ein Lied von Gali Atari und Milk & Honey, war der israelische Beitrag und der Siegertitel des Eurovision Song Contest 1979.

## Hintergrund
Der Song wurde ursprünglich vom Komponisten Kobi Oshrat für die nationale israelische Auswahl zum Eurovision Song Contest 1978 geschrieben, wurde aber zurückgewiesen, weil „das Auswahlkomitee nicht dachte, dass Hallelujah stark genug sei.“ Es wurde auch von Songfestivals in Chile und Japan zurückgewiesen. Allerdings wurde es für die nationale Auswahl zum ESC 1979 akzeptiert, ursprünglich von der Band Hakol Over Habibi. Die Gruppe lehnte es allerdings ab, den Titel zu singen, da die Leadsängerin Shlomit Aharon erklärte, dass sie nicht zum ESC wolle.
Nach der Absage der Band beziehungsweise der Sängerin, wollten die nationalen Produzenten, dass Gali Atari stattdessen den Song singen sollte. Die Gruppe Milk & Honey wurde speziell für die nationale Auswahl um Atari formiert, wobei Shmulik Bilu, Reuven Gvirtz und Yehuda Tamir hinzukamen, so dass die Gruppe nun ähnlich wie Hakol Over Habibi aus einer Sängerin und drei Männern bestand.

## Chartplatzierungen
| ChartsChartplatzierungen     | Höchstplatzierung | Wochen |
| ---------------------------- | ----------------- | ------ |
| Deutschland (GfK)            | 11 (11 Wo.)       | 11     |
| Österreich (Ö3)              | 15 (12 Wo.)       | 12     |
| Schweiz (IFPI)               | 2 (9 Wo.)         | 9      |
| Vereinigtes Königreich (OCC) | 5 (8 Wo.)         | 8      |

## Auszeichnungen für Musikverkäufe
| Land/Region                  | Auszeichnungen für Musikverkäufe (Land/Region, Auszeichnung, Verkäufe) | Verkäufe |
| ---------------------------- | ---------------------------------------------------------------------- | -------- |
| Vereinigtes Königreich (BPI) | Silber                                                                 | 250.000  |
| Insgesamt                    | 1× Silber ·                                                            | 250.000  |